# Michael Czupalla

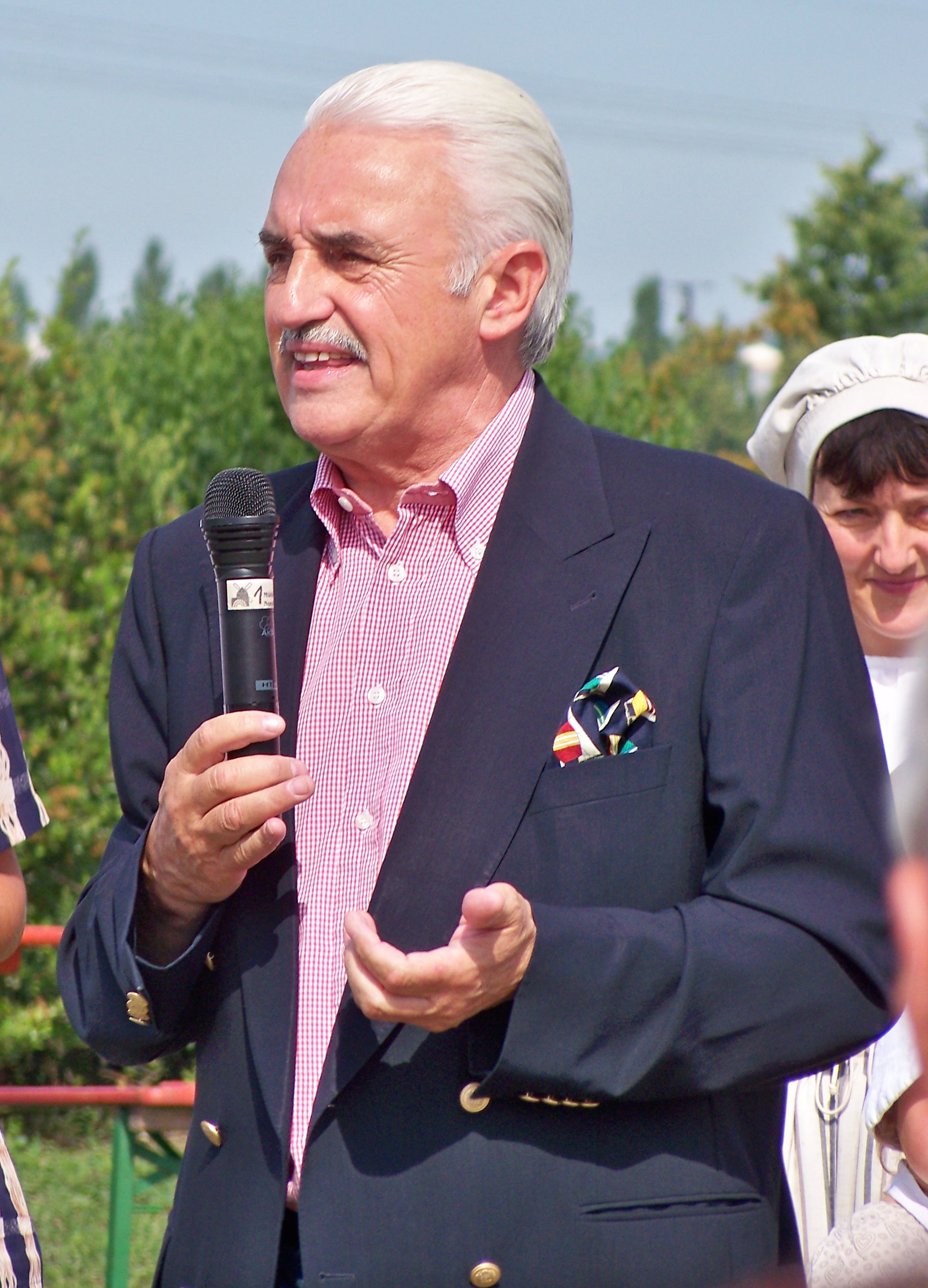
Michael Czupalla bei der Eröffnung des 18. Deutschen Mühlentages 2011 in Eilenburg

Michael Czupalla (* 7. August 1950 in Delitzsch) ist ein deutscher Politiker (CDU). Er war 25 Jahre Landrat in Sachsen, zuletzt bis 31. Juli 2015 Landrat des Landkreises Nordsachsen.

## Leben und Wirken
Zwischen 1967 und 1969 machte Czupalla eine Berufsausbildung zum Werkzeugmacher. Anschließend nahm er ein Studium an der Bergakademie Freiberg auf, das er als Diplom-Ingenieur abschloss. Nach seinem Studium arbeitete er bis 1990 als Abteilungsleiter im Delitzscher Ziehwerk.
Im Mai 1990 wurde er vom Delitzscher Kreistag zum Landrat des Landkreises Delitzsch gewählt.
Von 1990 bis 1994 war er Kreisvorsitzender der CDU des Kreises Delitzsch. Nach der Sächsischen Kreisreform 1994 wurde er CDU-Kreisvorsitzender des neu entstandenen Kreises Delitzsch-Eilenburg und auch dessen Landrat. Seit 1991 war er der Präsident des Ostdeutschen Sparkassenverbandes. Vom 20. März 2006 bis 26. Oktober 2007 war Czupalla Mitglied im Aufsichtsrat der Landesbank Sachsen. Im Juni 2008 wurde er zum Landrat des Landkreises Nordsachsen gewählt, der im Ergebnis der Sächsischen Kreisreform 2008 neu entstanden war. 
Mitte Januar erklärte Czupalla, dass er sich am 7. Juni 2015 nicht erneut zur Wahl als Landrat stellen und am 31. Juli 2015 sein politisches Amt abgeben werde – ebenso nach 25 Jahren sein Amt als Präsident des Ostdeutschen Sparkassenverbandes. Zu Czupallas Nachfolger als Landrat wurde am 7. Juni 2015 Kai Emanuel gewählt.
Außerdem ist Czupalla Aufsichtsratsvorsitzender der Entsorgungs-, Entwicklungs- und Baugesellschaft Delitzsch mbH, der Kreiskrankenhaus Torgau „Johann Kentmann“ gGmbH, der Kreiskrankenhaus Delitzsch GmbH und der Kurbetriebsgesellschaft Dübener Heide mbH gewesen.